# ケーリー (ノースカロライナ州)
ケーリー（ケアリー、Cary、[ˈkɛəri]）は、アメリカ合衆国ノースカロライナ州中部にある町。州都ローリーの衛星都市として高成長が続いている。人口は17万4721人（2020年）で、9万4536人（2000年）から大幅に増加している。2008年には、CNNでケーリーの成長率は全米5位であると報じられた。ケーリーにはSAS Instituteが本社を置いている。

## 歴史

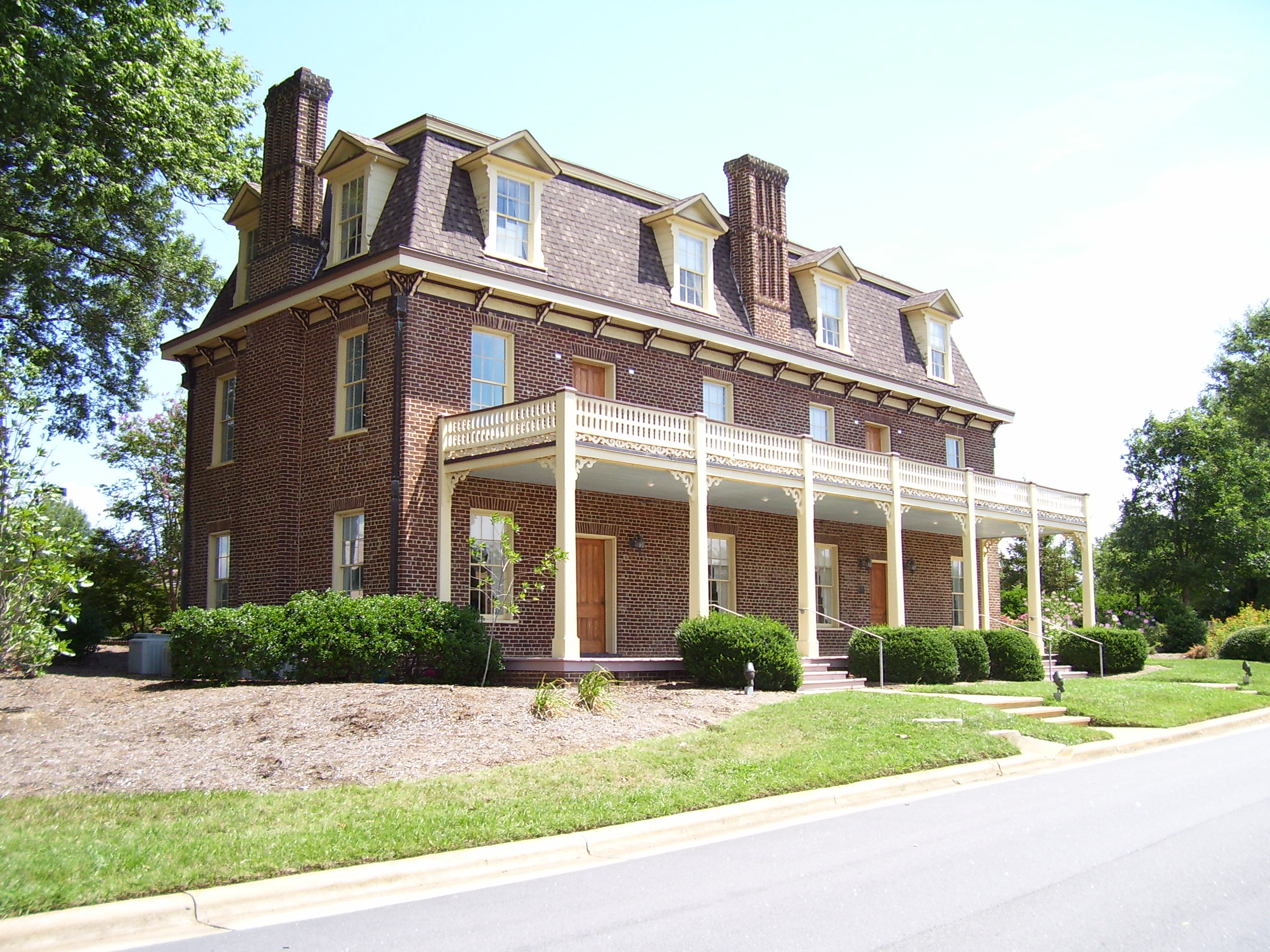
アリソン・フランシス・ペイジが建てたペイジ・ウォーカー・ホテル。現在は郷土史博物館になっている。

ケーリーの歴史は、1750年頃にこの地に設置された、ブラッドフォーズ・オーディナリー（Bradford's Ordinary）と呼ばれた入植地に始まった。そのおよそ100年後、ニューバーンとヒルズボロウを結ぶノースカロライナ鉄道が建設され、ブラッドフォーズ・オーディナリーに主要交通路をもたらした。町の創設者はウェイク郡の農夫であったアリソン・フランシス・ペイジであるとされている。アリソン・フランシスとその妻キャサリン・ラボトー・ペイジは1854年、この地にできた鉄道の分岐点の近くに300エーカー（約1.2km²）の土地を購入し、この地をケーリーと名付けた。ケーリーという名は、ペイジの尊敬するオハイオ州の下院議員で、禁酒論者であったサミュエル・フェントン・ケーリーから取ったものであった。ペイジは鉄道員、および町の開発者となった。ペイジはケーリーの最初の道を敷設し、製材所、商店、および郵便局を建設した。ペイジは最初の郵便局長も兼任した。1868年には、ペイジは鉄道でケーリーを経由する乗客を収容するためにホテルを建てた。1871年4月6日にはケーリーは正式に町制を施行し、ペイジが初代町長に就任した。1879年には、南西方向からローリー・アンド・オーガスタ・エアライン鉄道（現CSXトランスポーテーション）が開通し、ケーリーの中心部の北に分岐点が作られ、ケーリーに更なる発展をもたらした。
しかし、ケーリーが本当に急成長を始めたのは、1959年に近隣にリサーチ・トライアングル・パークが設置されてからのことであった。初期のケーリーでは都市計画においてゾーニングとその他の条例をその場その場に応じて用いていた。しかし1971年以降、町はリサーチ・トライアングル・パークの発展に伴う成長に対処するため、計画ユニット開発（Planned Unit Development、PUD）による都市開発を進め始めた。PUDとは、開発者が実際に開発に取り掛かる前に、コミュニティ全体の計画を建てる余地を与えるものであった。そのため、開発予定のコミュニティに入居するであろう住民は、教会、学校、商業地域、工業地域の位置を、実際に利用し始める前に知っておくことができた。町の南にできた開発面積967エーカー（約3.9km²）のキルデイア・ファームズは、ノースカロライナ州初のPUDであった。このPUDを開発したのはトーマス・F・アダムズ・ジュニアのパイン・ステート・デイリー社であった。アダムズはキルデイア・ファームズの一部をファーミントン・ウッズと名付けた。町政府は美しく整備された街に高い価値を与えた。

## 地理

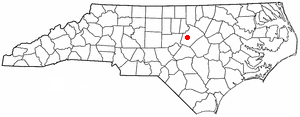
ノースカロライナ州におけるケーリーの位置

ケーリーは北緯35度46分44秒 西経78度48分1秒 / 北緯35.77889度 西経78.80028度に位置している。町域はノースカロライナ州中央部のリサーチ・トライアングルと呼ばれる地域に広がっている。町域の大部分はウェイク郡西部に属し、一部がチャタム郡にかかっている。ケーリーは郊外都市であるため、明確なダウンタウンは有していない。北東には州都ローリーが隣接している。北西はモリスビルと町境を接しており、またリサーチ・トライアングル・パークを隔ててダーラムが位置している。南西はエイペックスに接し、少し離れてホリースプリングスが位置している。西にはジョーダン湖がある。
アメリカ合衆国統計局によると、ケーリー町は総面積112.6km²（43.5mi²）である。そのうち109.0km²（42.1mi²）が陸地で3.6km²（1.4mi²）が水域である。総面積の3.17%が水域となっている。

## 政治

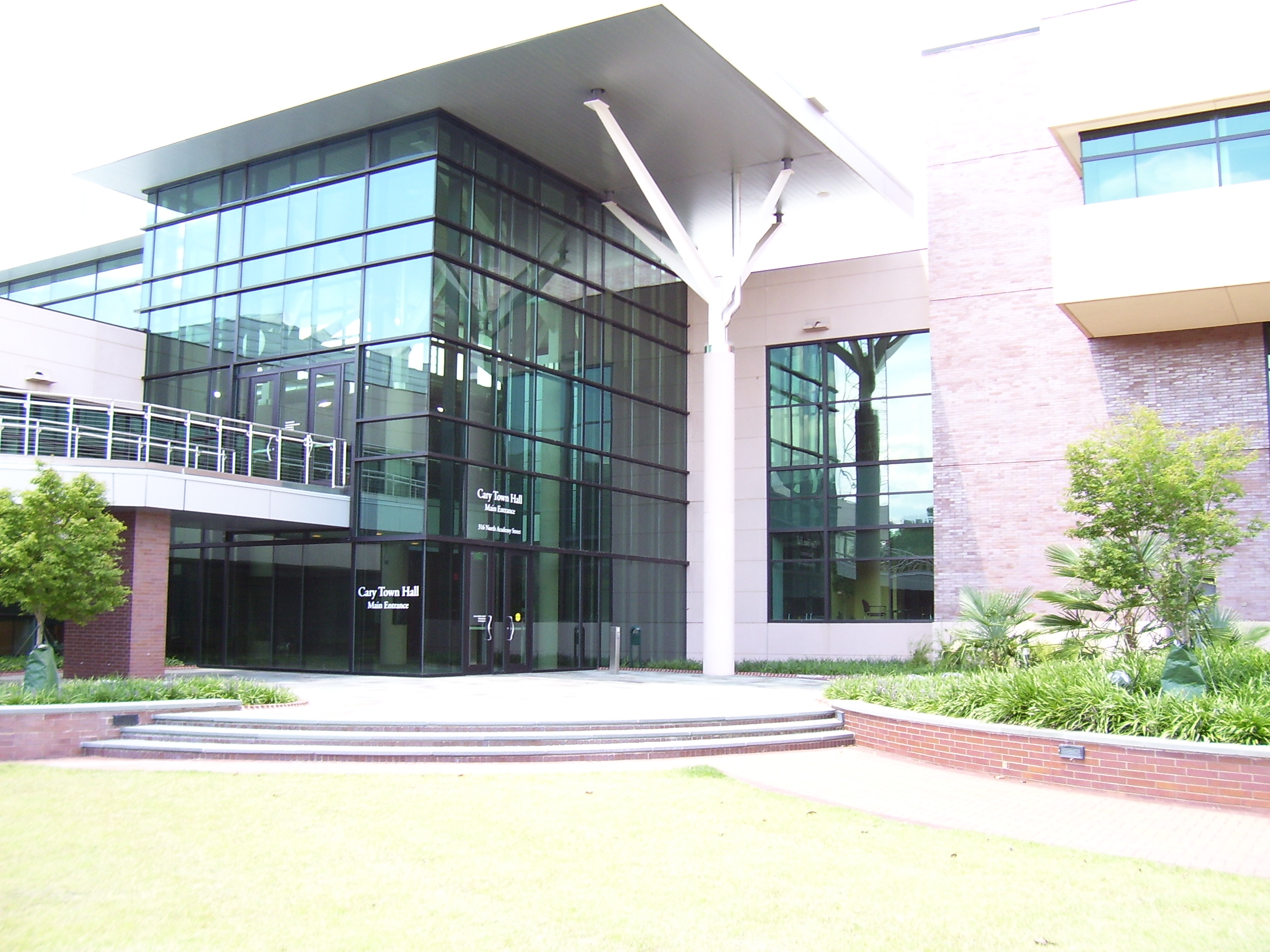
ケーリー町庁舎

ケーリーはシティー・マネージャー制を採っている。町長は町議会の長であるが、町政の責任は町議会と契約しているシティー・マネージャーが行っている。町長および町議員の任期は4年であるが、2年ごと、奇数年に町議員の半数が改選される。町議員の定数は6名で、そのうち4名は町を4つに分けた選挙区からそれぞれ1名ずつ選出され、残り2名はワイルドカードで選出される。

## 経済
最大の雇用主は（2014年） 、SAS研究所、フィデリティ・インベストメンツ、HCLテクノロジーズ（HCL Technologies、本社：インド）、ベライゾン・コミュニケーションズ、アメリカン航空予約センターである。また隣接するリサーチ・トライアングル・パークにはIBM、グラクソ・スミスクライン、シスコシステムズなど多数の研究所・工場がある。

## 教育
ケーリーのK-12課程はウェイク郡公立学区の公立学校によって支えられている。この学区は小学校15校、中学校4校、高等学校3校の計22校を抱えている。また、私立学校も4校ある。
ケーリーには4年制大学は無いが、リサーチ・トライアングルには大学が集中している。隣接するローリーにはノースカロライナ州立大学が、北西のダーラムにはデューク大学が、またその西のチャペルヒルにはノースカロライナ大学がそれぞれキャンパスを置いている。25歳以上の住民のうち68.0%が準学士（2年制大学修了以上）の、また60.7%が学士の学位を持っている。博士の学位を持つ住民の率は、全米の人口75,000人以上の都市・町村の中で最も高い。

## 交通

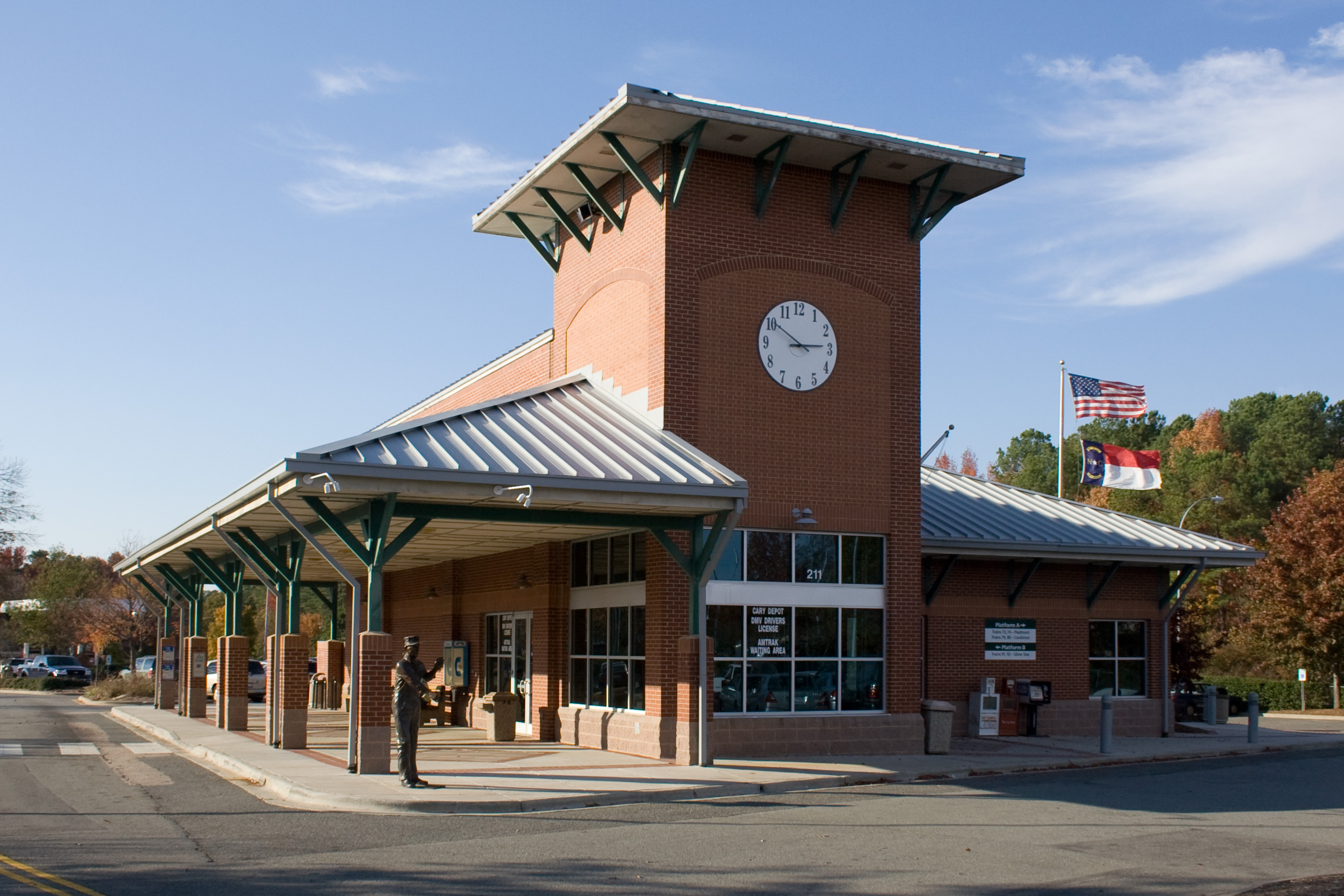
アムトラックのケーリー駅

ケーリーを含むリサーチ・トライアングルの玄関口となっている空港はローリーとダーラムの間の州間高速道路I-40沿いに位置するローリー・ダーラム国際空港（IATA: RDU）である。同空港の位置はケーリーからはちょうど北にあたる。主要３社がすべて就航し、各航空会社のハブ空港からの便を発着させているが、特に同空港に重要拠点を置いているのがアメリカン航空で、ロンドン・ヒースロー空港からの直行便を発着させている。
ケーリー町域の北側と東側にはI-40が走っている。また、南側には国道1号線が走っており、高速道路規格になっている。しかし、ケーリーの町の中心部には高速道路は通っていない。
アムトラックのケーリー駅はノースアカデミー通り211にある。ケーリー駅にはニューヨークとマイアミをローリー経由で結ぶ夜行長距離列車シルバー・スター号が1日1往復、ニューヨークとシャーロットとを結ぶ昼行長距離列車カロリニアン号が1日1往復、ローリーとシャーロットを結ぶ昼行中距離列車ピードモント号が1日2往復停車する。
町内の公共交通はCトラン（C-Tran）の運営する路線バスによってカバーされている。Cトランは南北線、東西線、およびメイナード循環線の3系統を有している。このCトランとは別に、ローリーやダーラム、チャペルヒルなど、リサーチ・トライアングル地域内の他都市とケーリーとを結ぶ、さらに広い範囲の路線バス網もあり、これはトライアングル交通局が運営している。

## 人口推移
以下にケーリー町における1940年から2010年までの人口推移をグラフおよび表で示す。
| 統計年 | 人口      |
| ------ | --------- |
| 1940年 | 1,141人   |
| 1950年 | 1,496人   |
| 1960年 | 3,356人   |
| 1970年 | 7,640人   |
| 1980年 | 21,763人  |
| 1990年 | 43,858人  |
| 2000年 | 94,536人  |
| 2010年 | 135,234人 |

## 姉妹都市
ケーリーは以下4都市と姉妹都市提携を結んでいる。
- 新竹市（中華民国）
- マーカム（カナダ・オンタリオ州）
- ミース県（アイルランド）
- ルトゥーケ＝パリ＝プラージュ（フランス）

## 註
1. ↑  “Quickfacts.census.gov”. 2023年11月6日閲覧。
2. ↑  Clifford, Catherine. The Big Easy picks up the pace. CNNMoney.com. 2008年7月10日.
なお、ハリケーン・カトリーナの影響で人口が激減したニューオーリンズの復興が進んでいる関係で、同市が1位にランクされているため、これを除いて考えるとケーリーは実質4位ということになる。
3. ↑  Looking Back. Town of Cary.
4. ↑  Citizen's Guide to Services. Town of Cary.
5. ↑  “Archived copy”. 2015年7月6日時点のオリジナルよりアーカイブ。2015年6月27日閲覧。
6. ↑  School Directory. Wake County Public School System.
7. ↑  ATLANTIC COAST SERVICE. p.2. Amtrak. 2016年1月11日. 2016年6月26日閲覧
8. ↑  Carolian and Piedmont. p.2. Amtrak. 2016年1月11日. 2016年6月26日閲覧
9. ↑  “Quickfacts.census.gov”. 2023年11月6日閲覧。